# Crevette à pattes blanches
Penaeus vannamei
Espèce
La crevette à pattes blanches, également connue sous le nom de crevette blanche du Pacifique, est une espèce de crustacés vivant dans les eaux tropicales de l'océan Pacifique. La crevette à pattes blanches est aussi élevée pour être consommée.
Synonyme
- Litopenaeus vannamei (Boone, 1931)

## Morphologie
- longueur du corps : 20 cm
- longueur de la queue : 1 cm
- poids adulte : 50 g

## Physiologie
- maturité sexuelle : 3 ans
- gestation : 1 semaine
- nombre de jeunes / portée : 20
- nombre de portées / an : 2
- longévité
  - libre : 8 ans
  - captif : 12 ans

## Distribution
Mers tropicales de l'Amérique du Sud, de l'Amérique centrale et de l'Asie du Sud Est jusqu'au Japon.

## Régime alimentaire
- Plancton

## Prédateurs
- Cétacés, oiseaux et poissons, humains.

## Mode d'élevage
Dans le cadre de l'élevage pour la consommation humaine, les yeux des femelles reproductrices sont fréquemment arrachés afin d'augmenter leur fréquence de ponte.